# Acanthurus xanthopterus
Chirurgien à nageoires jaunes, Chirurgien pourpre
Espèce
Statut de conservation UICN

 LC  : Préoccupation mineure
Acanthurus xanthopterus,communément nommé Chirurgien à nageoires jaunes ou Chirurgien pourpre ou encore Poisson chirurgien de Cuvier, est une espèce de poissons de la famille des Acanthuridae, soit les poissons-chirurgiens.

## Description et caractéristiques
Sa taille maximale connue est de 70 cm.

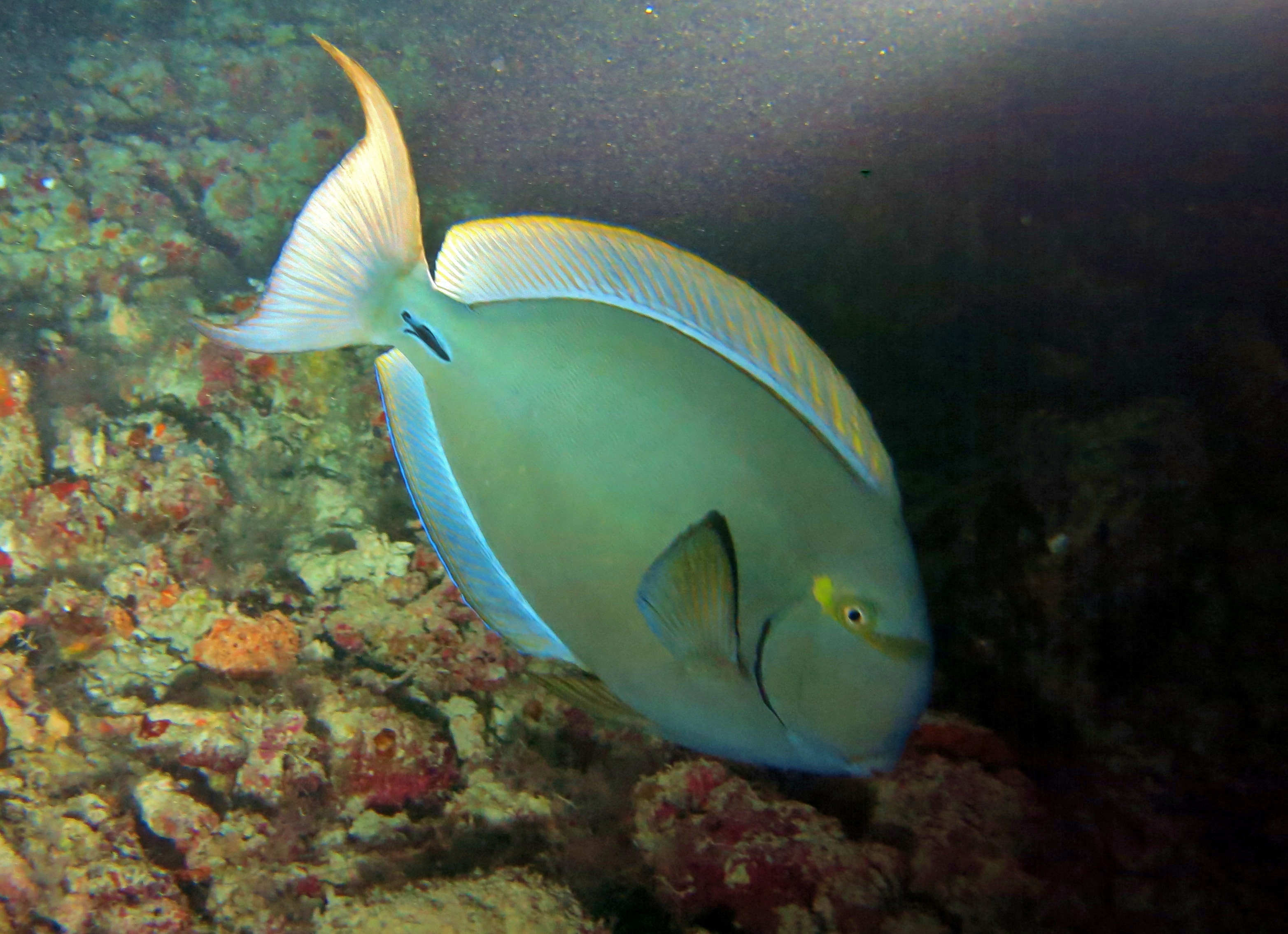
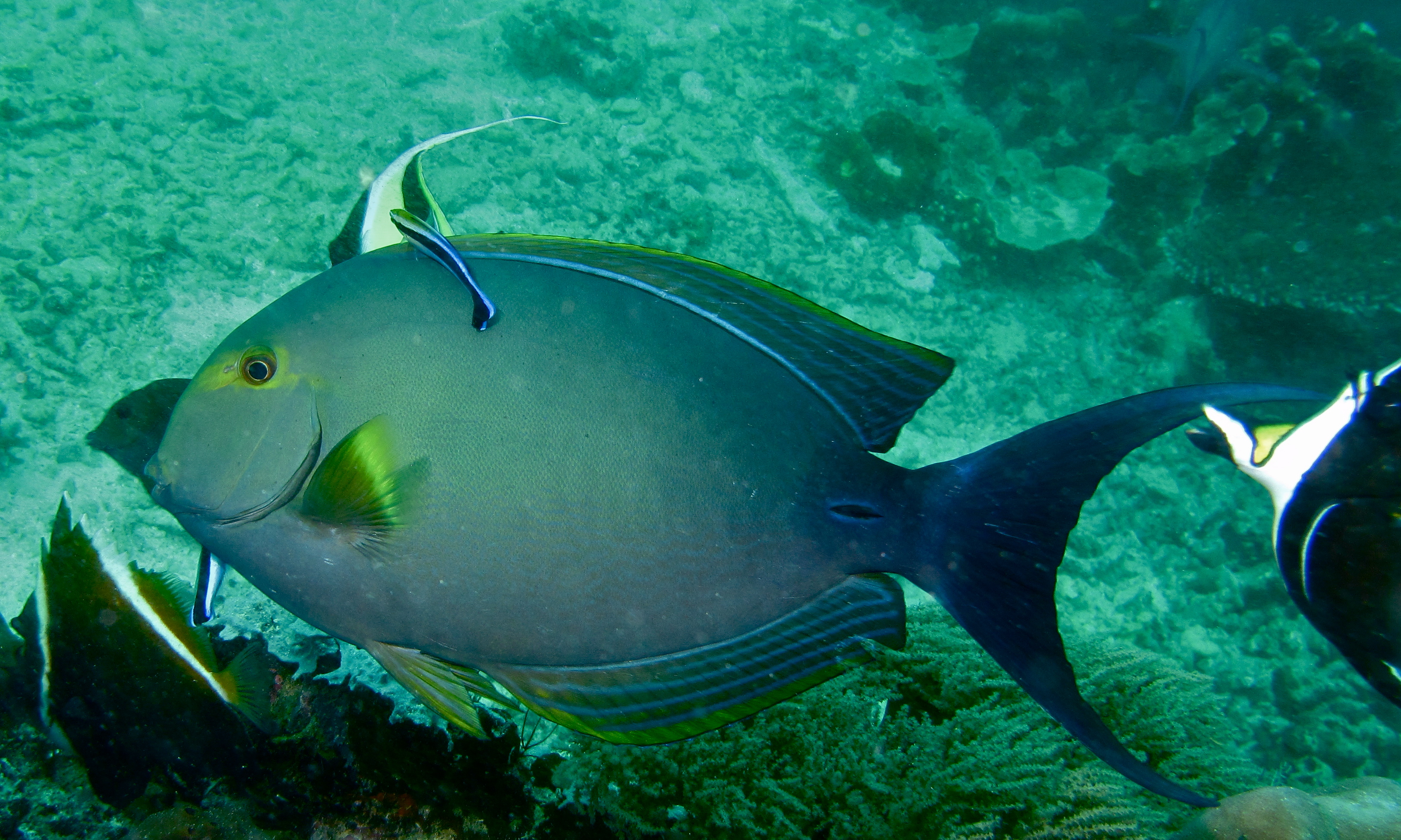
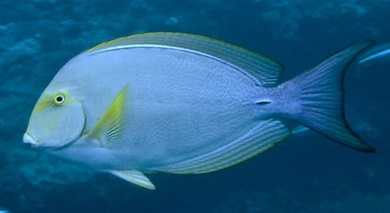
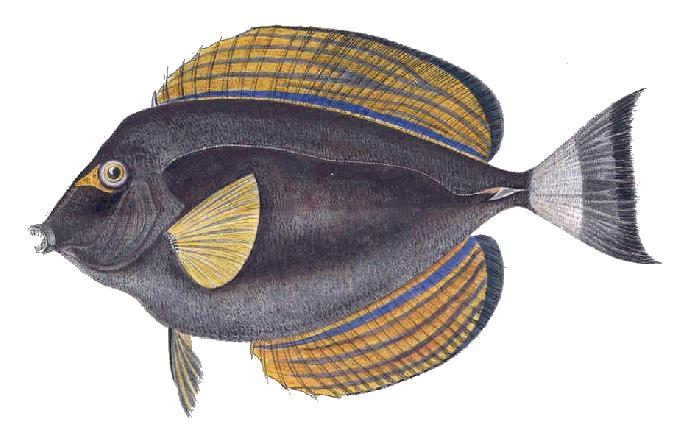

Il se nourrit d'algues filamenteuses.

## Habitat et répartition
Il est présent dans les eaux tropicales du bassin Indo-Pacifique, Mer Rouge incluse, jusqu'aux côtes orientales de l'Océan Pacifique.